# Список дипломатичних місій Швейцарії

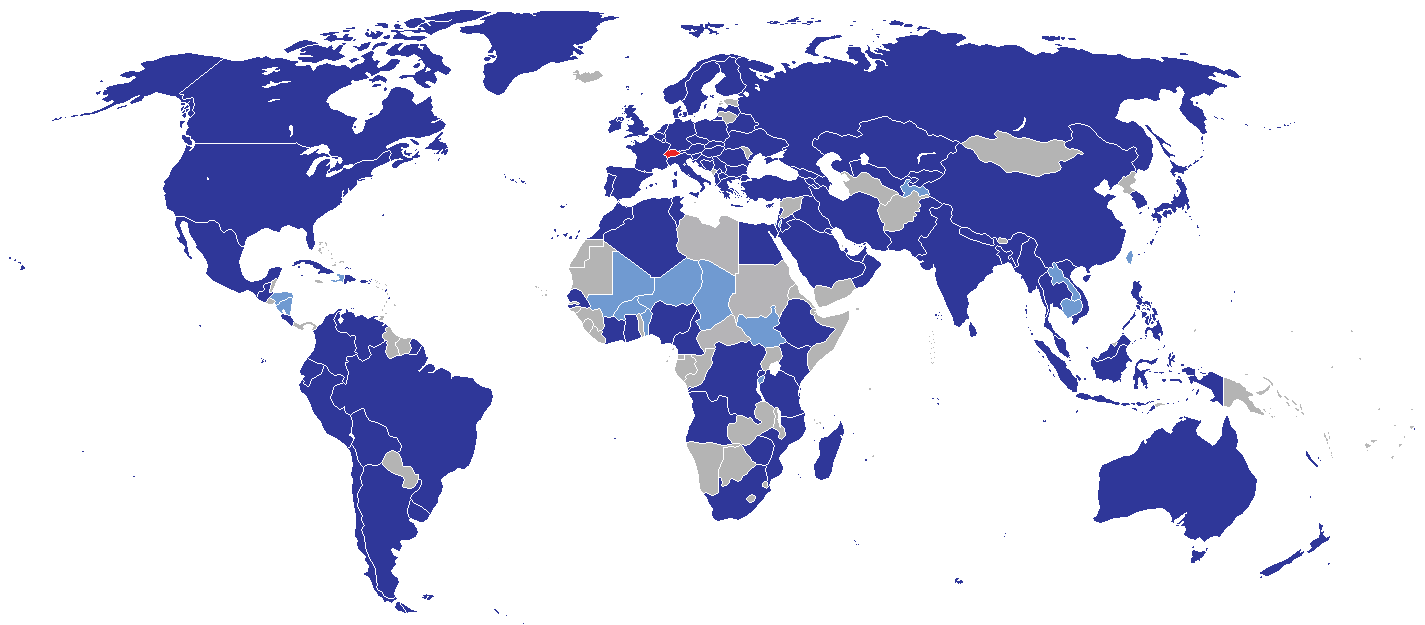
Швейцарія
Країни де є посольство Швейцарії
Країни де є консульство Швейцарії

Швейцарія має мережу із 170 дипломатичних представництв та 204 почесних представництв по всьому світу, якою керує Федеральний департамент закордонних справ Швейцарії. Швейцарські посольства відомі тим, що представляють інтереси ворожих одна до одної країн в кожній із них, починаючи із Французько-прусської війні. Під час Другої світової війни Швейцарія представляла інтереси 35 різних країн з обох сторін конфлікту, наприклад посольство Швейцарії в США представляло інтереси Німеччини, Італії, Японії та Вішистської Франції. Пізніше швейцарські посольства робили те саме для учасників війн в Конго, в Південній Азії та в Югославії. Також після Російсько-грузинської війни 2008 року, коли Грузія розірвала дипломатичні стосунки із Росією, посольство Швейцарії в Росії почало представляти інтереси Грузії, а посольство Швейцарії в Грузії почало представляти інтереси Росії.

## Посольства і консульства

### Європа
- Австрія: Відень - посольство
- Албанія: Тирана - посольство
- Бельгія: Брюссель - посольство
- Білорусь: Мінськ - генеральне консульство
- Болгарія: Софія - посольство
- Боснія і Герцеговина: Сараєво - посольство
- Велика Британія: Лондон - посольство
- Греція: Афіни - посольство
- Грузія: Тбілісі - посольство
- Данія: Копенгаген - посольство
- Ірландія: Дублін - посольство
- Іспанія: Мадрид - посольство
- Іспанія: Барселона - генеральне консульство
- Італія: Рим - посольство
- Італія: Мілан - генеральне консульство
- Кіпр: Нікосія - посольство
- Косово: Приштина - посольство
- Латвія: Рига - посольство
- Люксембург: Люксембург - посольство
- Нідерланди: Гаага - посольство
- Німеччина: Берлін - посольство
- Німеччина: Мюнхен - генеральне консульство
- Німеччина: Франкфурт-на-Майні - генеральне консульство
- Німеччина: Штутгарт - генеральне консульство
- Норвегія: Осло - посольство
- Польща: Варшава - посольство
- Португалія: Лісабон - посольство
- Північна Македонія: Скоп'є - посольство
- Росія: Москва - посольство
- Росія: Санкт-Петербург - генеральне консульство
- Румунія: Бухарест - посольство
- Сербія: Белград - посольство
- Словаччина: Братислава - посольство
- Словенія: Любляна - посольство
- Туреччина: Анкара - посольство
- Туреччина: Стамбул - генеральне консульство
- Угорщина: Будапешт - посольство
- Україна: Київ - посольство
- Фінляндія: Гельсінкі - посольство
- Франція: Париж - посольство
- Франція: Ліон - генеральне консульство
- Франція: Марсель - генеральне консульство
- Франція: Страсбург - генеральне консульство
- Хорватія: Загреб - посольство
- Чехія: Прага - посольство
- Швеція: Стокгольм - посольство

### Азія
- Азербайджан: Баку - посольство
- Бангладеш: Дакка - посольство
- В'єтнам: Ханой - посольство
- В'єтнам: Хошимін - генеральне консульство
- Вірменія: Єреван - посольство
- Ізраїль: Тель-Авів - посольство
- Індія: Нью-Делі - посольство
- Індія: Бенгалуру - генеральне консульство
- Індія: Мумбаї - генеральне консульство
- Індонезія: Джакарта - посольство
- Іран: Тегеран - посольство
- Йорданія: Амман - посольство
- Казахстан: Астана - посольство
- Катар: Доха - посольство
- Киргизстан: Бішкек - посольство
- КНР: Пекін - посольство
- КНР: Гонконг - генеральне консульство
- КНР: Гуанчжоу - генеральне консульство
- КНР: Шанхай - генеральне консульство
- Кувейт: Ель-Кувейт - посольство
- Ліван: Бейрут - посольство
- Малайзія: Куала-Лумпур - посольство
- Монголія: Улан-Батор - посольство
- М'янма: Янгон - посольство
- Непал: Катманду - посольство
- ОАЕ: Абу-Дабі - посольство
- ОАЕ: Дубай - генеральне консульство
- Оман: Маскат - генеральне консульство
- Пакистан: Ісламабад - посольство
- Пакистан: Карачі - генеральне консульство
- Палестина: Рамалла - постійне представництво
- Південна Корея: Сеул - посольство
- Саудівська Аравія: Ер-Ріяд - посольство
- Сінгапур: Сінгапур - посольство
- Таїланд: Бангкок - посольство
- Тайвань: Тайбей - посольство
- Узбекистан: Ташкент - посольство
- Філіппіни: Маніла - посольство
- Шрі-Ланка: Коломбо - посольство
- Японія: Токіо - посольство

### Північна Америка
- Гаїті: Порт-о-Пренс - посольство
- Гватемала: Гватемала - посольство
- Домініканська Республіка: Санто-Домінго - посольство
- Канада: Оттава - посольство
- Канада: Ванкувер - генеральне консульство
- Канада: Монреаль - генеральне консульство
- Коста-Рика: Сан-Хосе - посольство
- Куба: Гавана - посольство
- Мексика: Мехіко - посольство
- США: Вашингтон - посольство
- США: Атланта - генеральне консульство
- США: Бостон - генеральне консульство
- США: Лос-Анджелес - генеральне консульство
- США: Нью-Йорк - генеральне консульство
- США: Сан-Франциско - генеральне консульство
- США: Чикаго - генеральне консульство

### Південна Америка
- Аргентина: Буенос-Айрес - посольство
- Болівія: Ла-Пас - посольство
- Бразилія: Бразиліа - посольство
- Бразилія: Ріо-де-Жанейро - генеральне консульство
- Бразилія: Сан-Паулу - генеральне консульство
- Венесуела: Каракас - посольство
- Еквадор: Кіто - посольство
- Колумбія: Богота - посольство
- Перу: Ліма - посольство
- Уругвай: Монтевідео - посольство
- Чилі: Сантьяго - посольство

### Африка
- Алжир: Алжир - посольство
- Ангола: Луанда - посольство
- Гана: Аккра - посольство
- Ефіопія: Аддис-Абеба - посольство
- Єгипет: Каїр - посольство
- Зімбабве: Хараре - посольство
- Камерун: Яунде - посольство
- Кенія: Найробі - посольство
- ДР Конго: Кіншаса - посольство
- Кот-д'Івуар: Абіджан - посольство
- Мадагаскар: Антананаріву - посольство
- Марокко: Рабат - посольство
- Мозамбік: Мапуту - посольство
- Нігерія: Абуджа - посольство
- Нігерія: Лагос - генеральне консульство
- ПАР: Преторія - посольство
- ПАР: Кейптаун - генеральне консульство
- Сенегал: Дакар - посольство
- Судан: Хартум - посольство
- Танзанія: Дар-ес-Салам - посольство
- Туніс: Туніс - посольство

### Австралія та Океанія
- Австралія: Канберра - посольство
- Австралія: Сідней - генеральне консульство
- Нова Зеландія: Веллінгтон - посольство

## Представництва в міжнародних організаціях
- Європейський Союз: Брюссель - постійне представництво
- Рада Європи: Страсбург - постійне представництво
- Організація Об'єднаних Націй: Нью-Йорк - постійне представництво
- Організація Об'єднаних Націй: Відень - постійне представництво
- Організація Об'єднаних Націй: Женева - постійне представництво
- ЮНЕСКО: Париж - делегація
- Продовольча та сільськогосподарська організація ООН: Рим - постійне представництво
- НАТО: Брюссель - постійне представництво
- Організація економічного співробітництва та розвитку: Париж - делегація
- Організація з безпеки і співробітництва в Європі: Відень - делегація
- Світова організація торгівлі та

 Європейська асоціація вільної торгівлі: Женева - постійне представництво

## Галерея

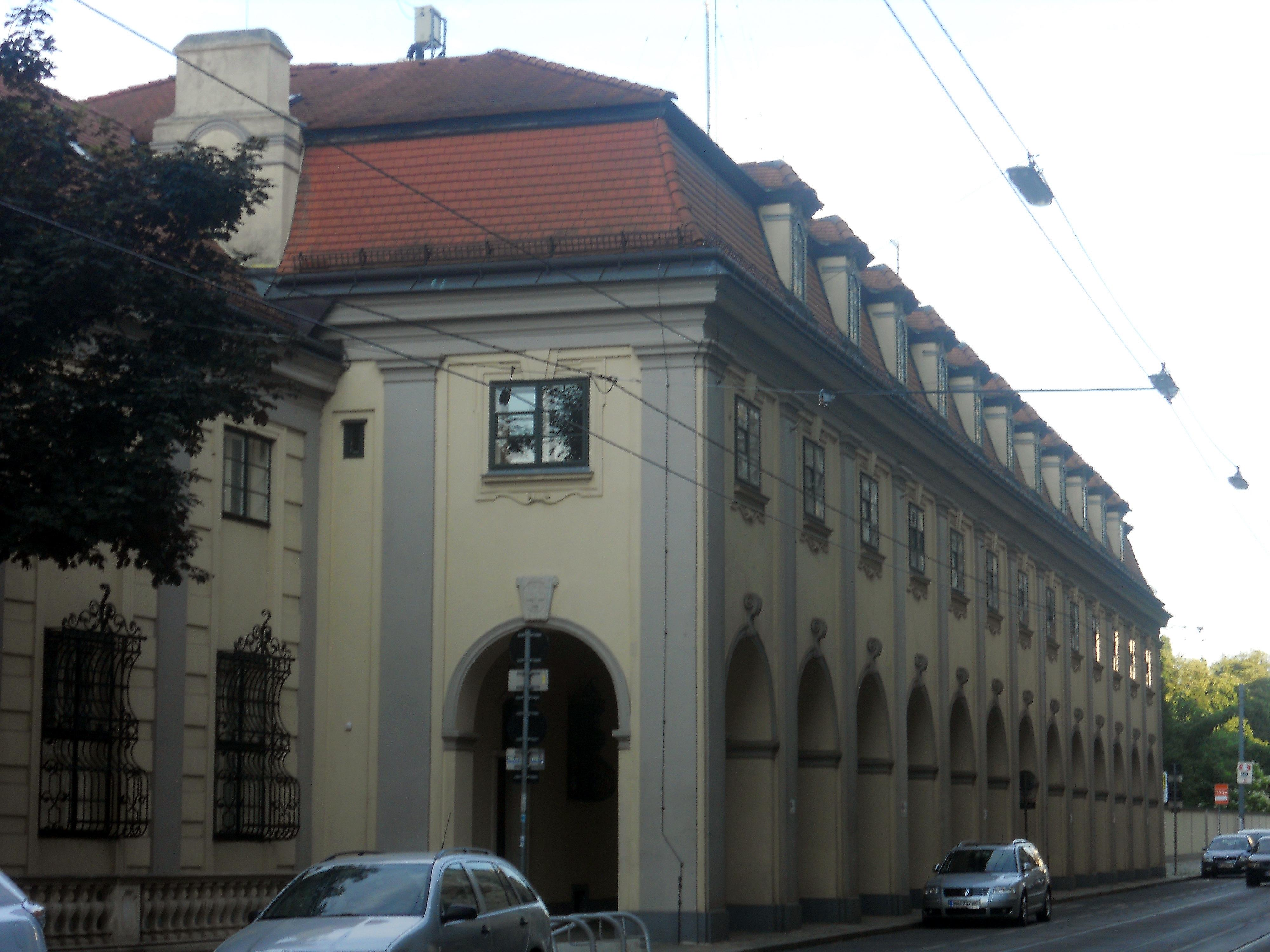
Посольство Швейцарії в Австрії
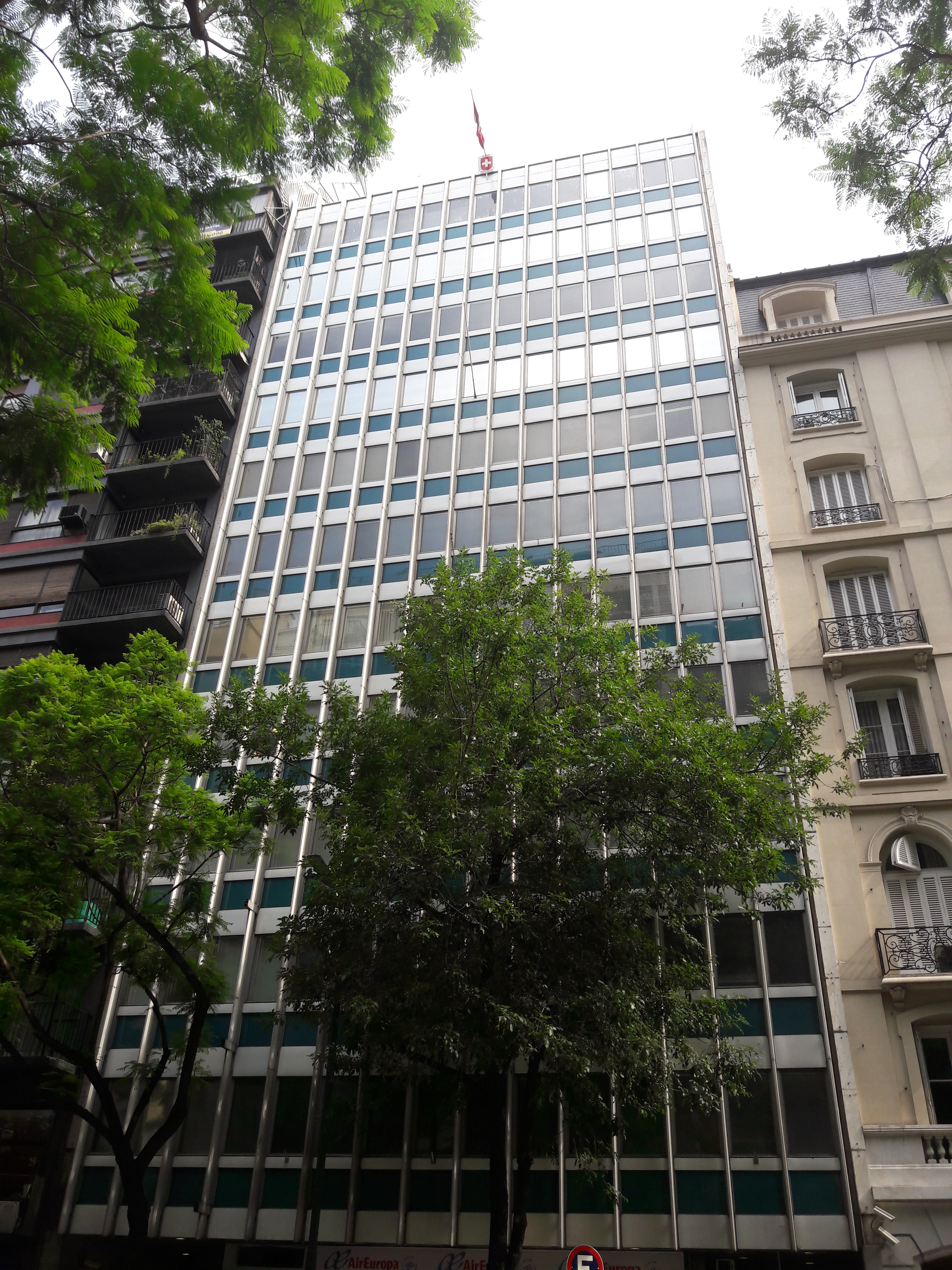
Посольство Швейцарії в Аргентині
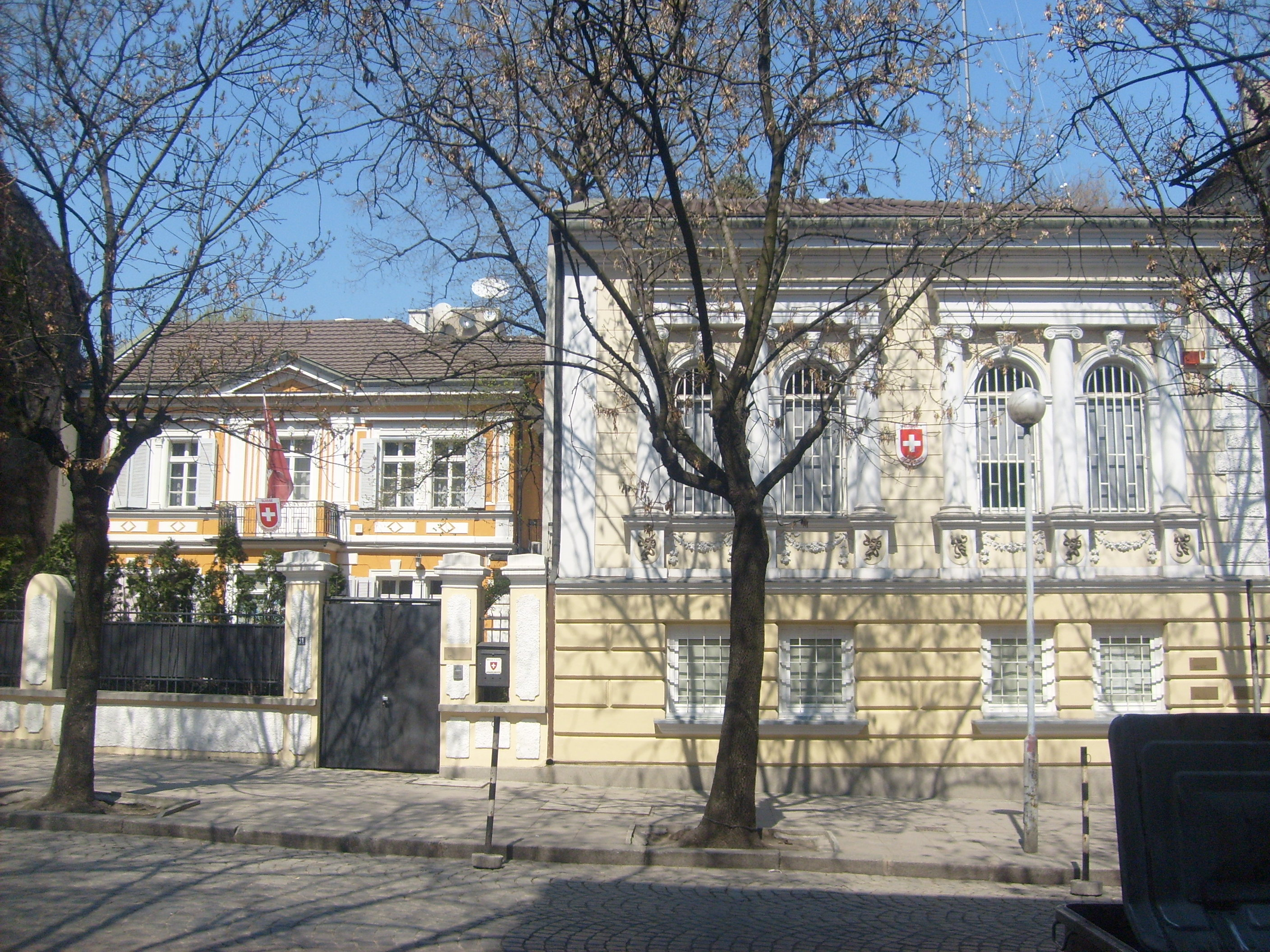
Посольство Швейцарії в Болгарії
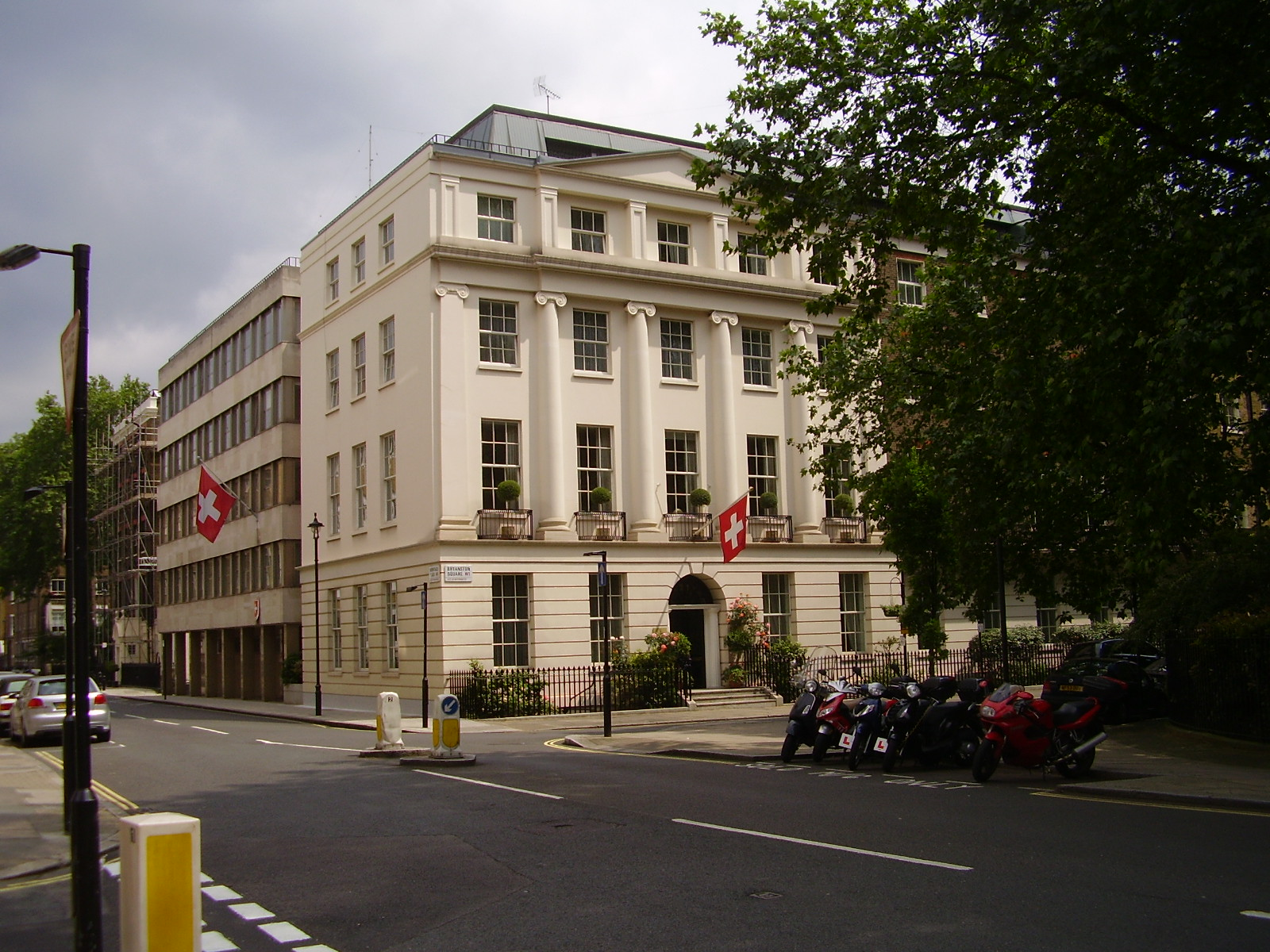
Посольство Швейцарії в Великій Британії
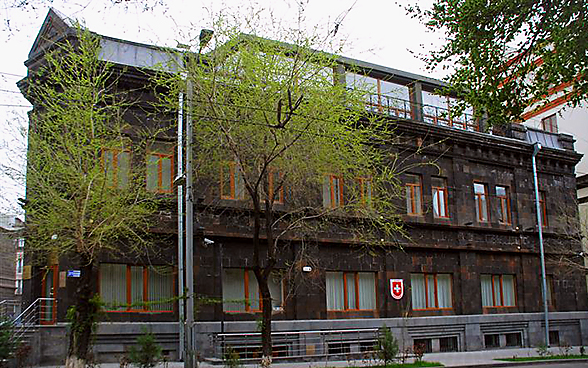
Посольство Швейцарії в Вірменії
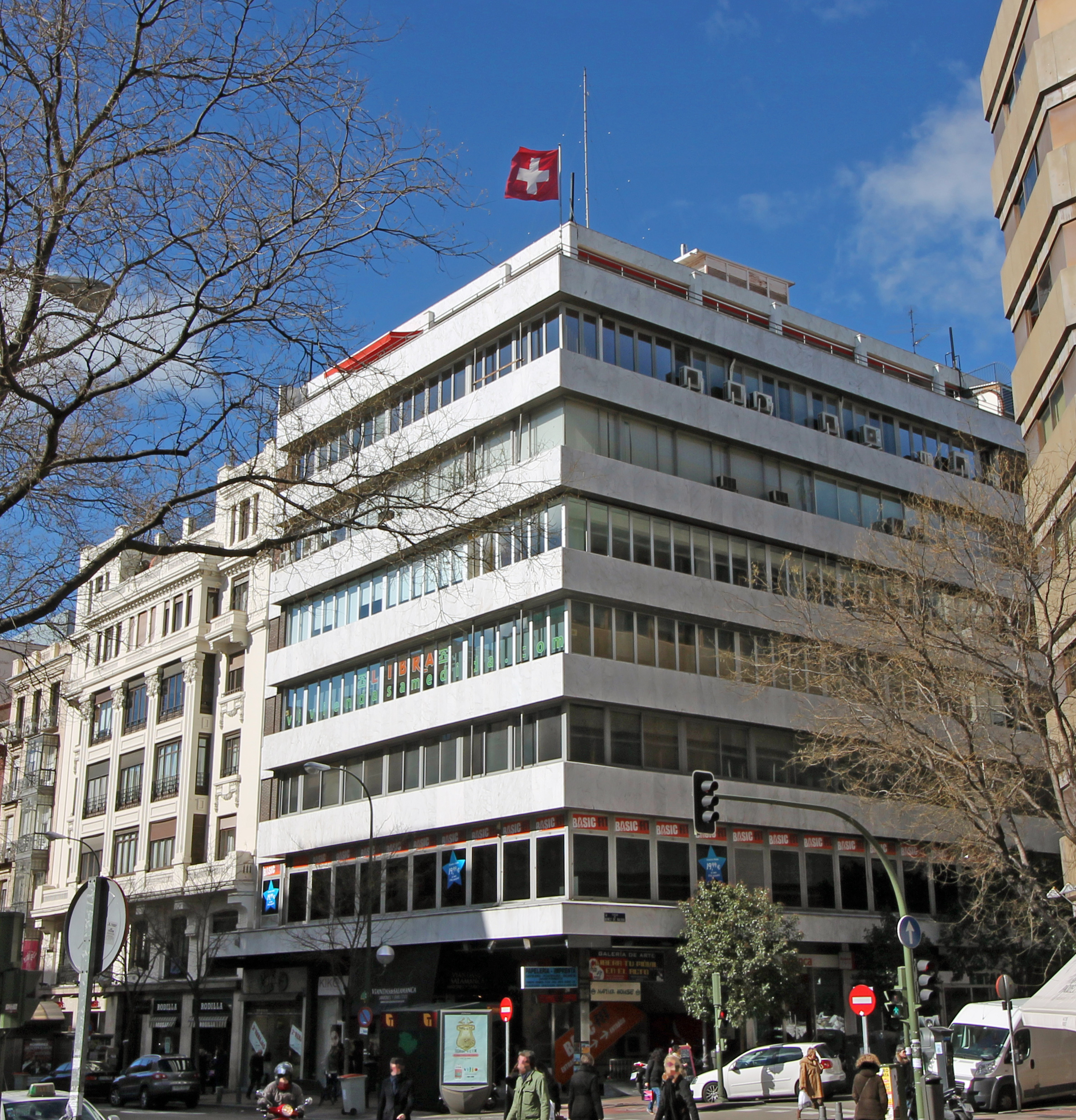
Посольство Швейцарії в Іспанії
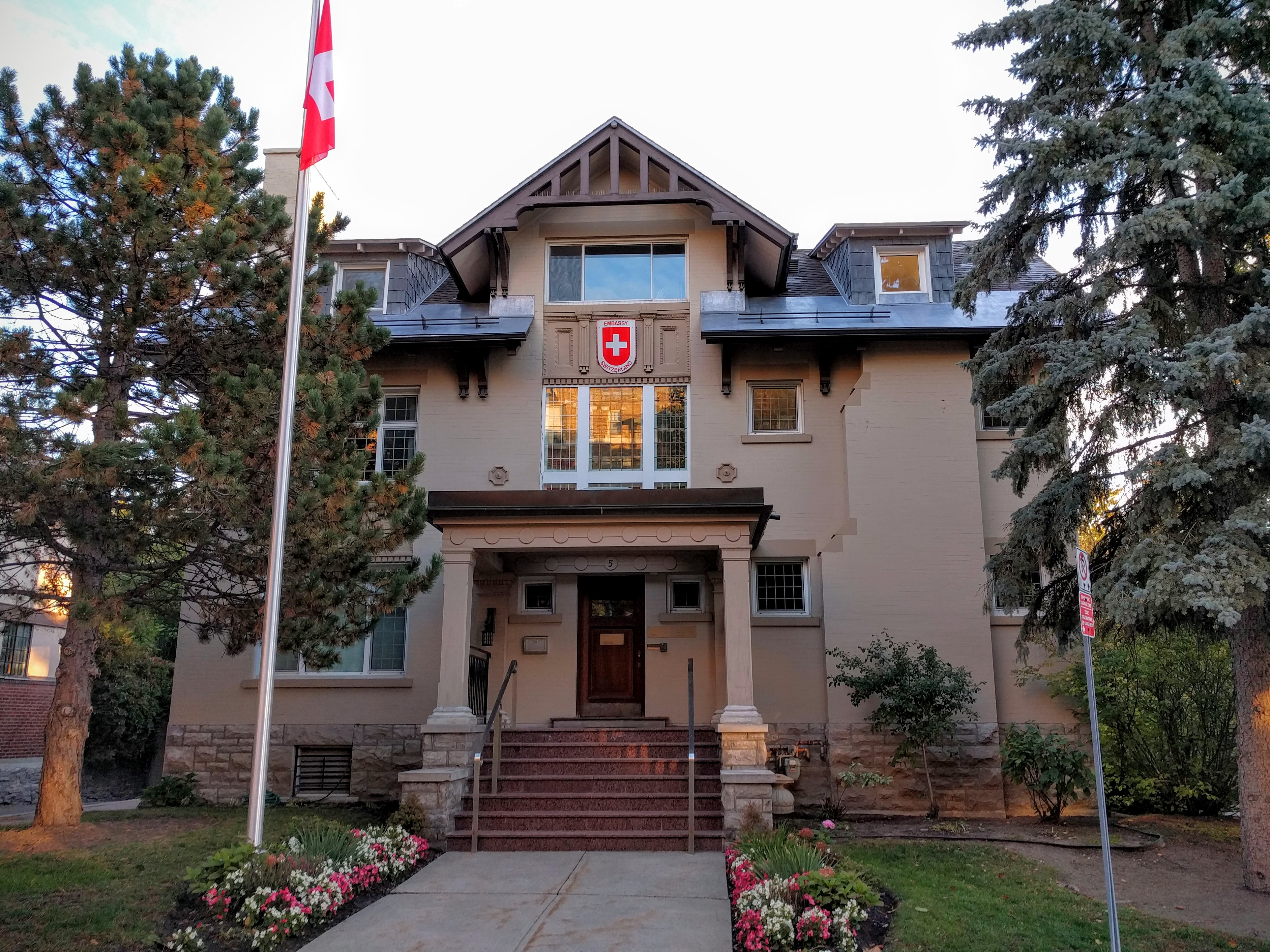
Посольство Швейцарії в Канаді
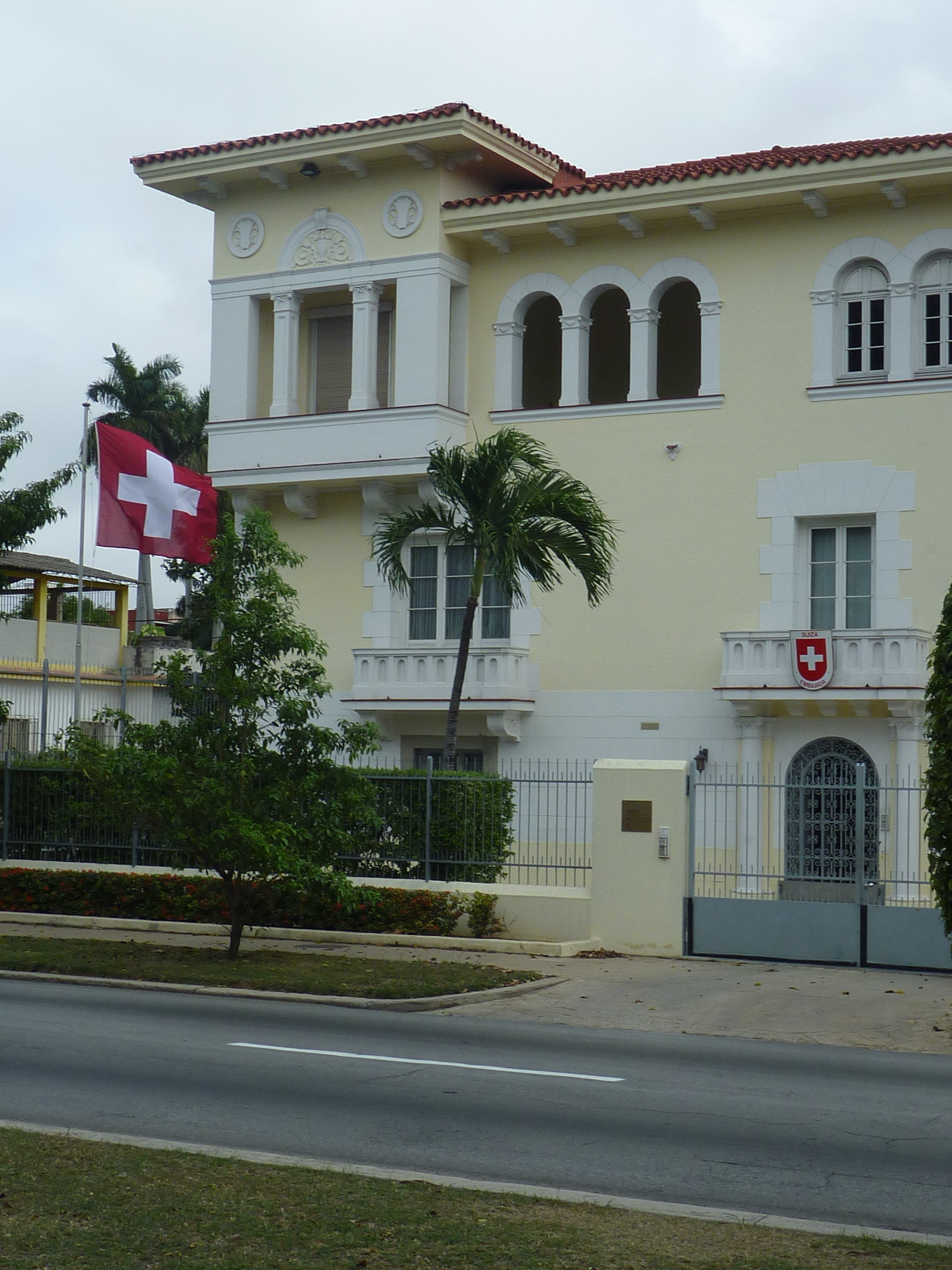
Посольство Швейцарії на Кубі
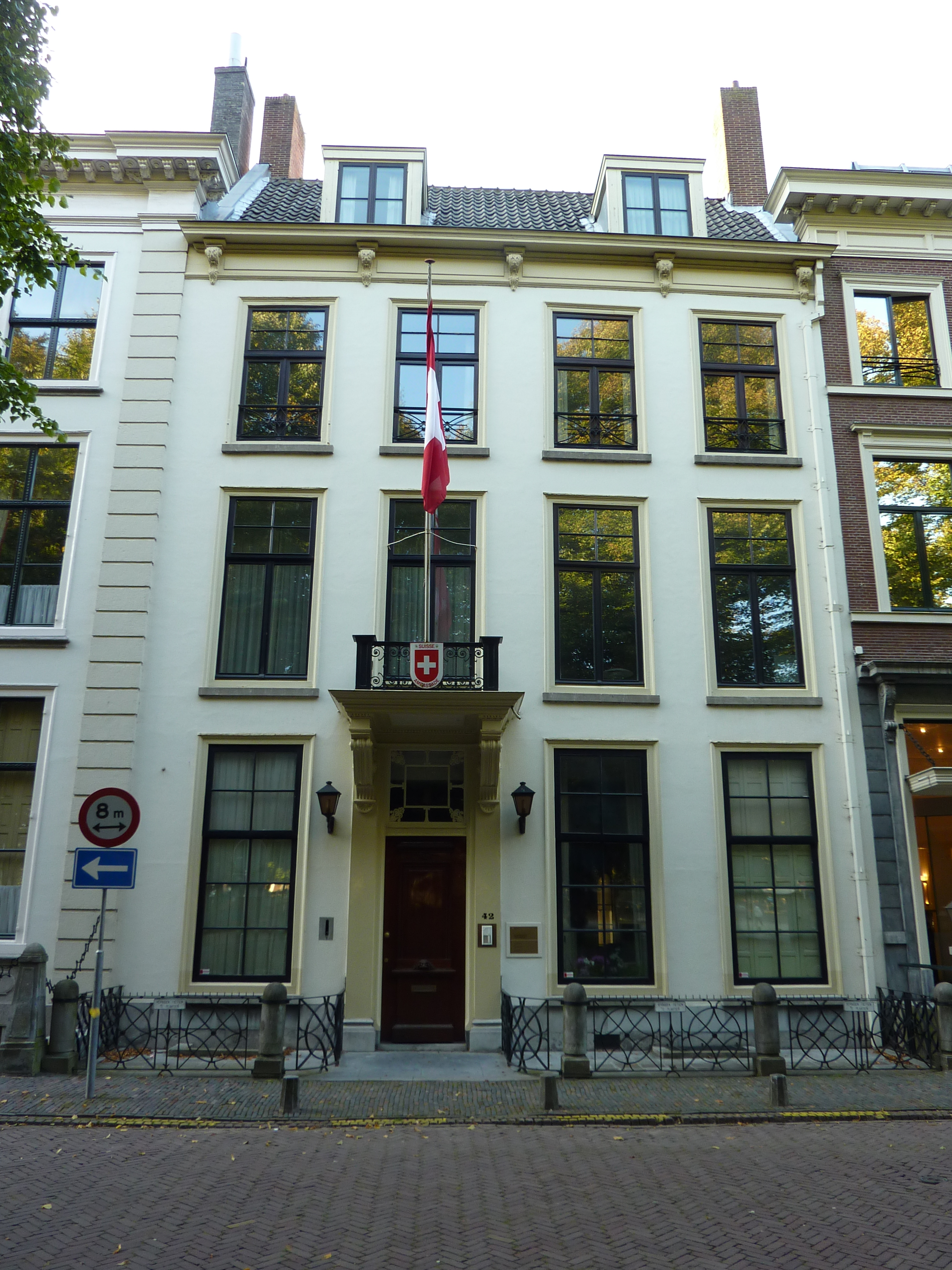
Посольство Швейцарії в Нідерландах
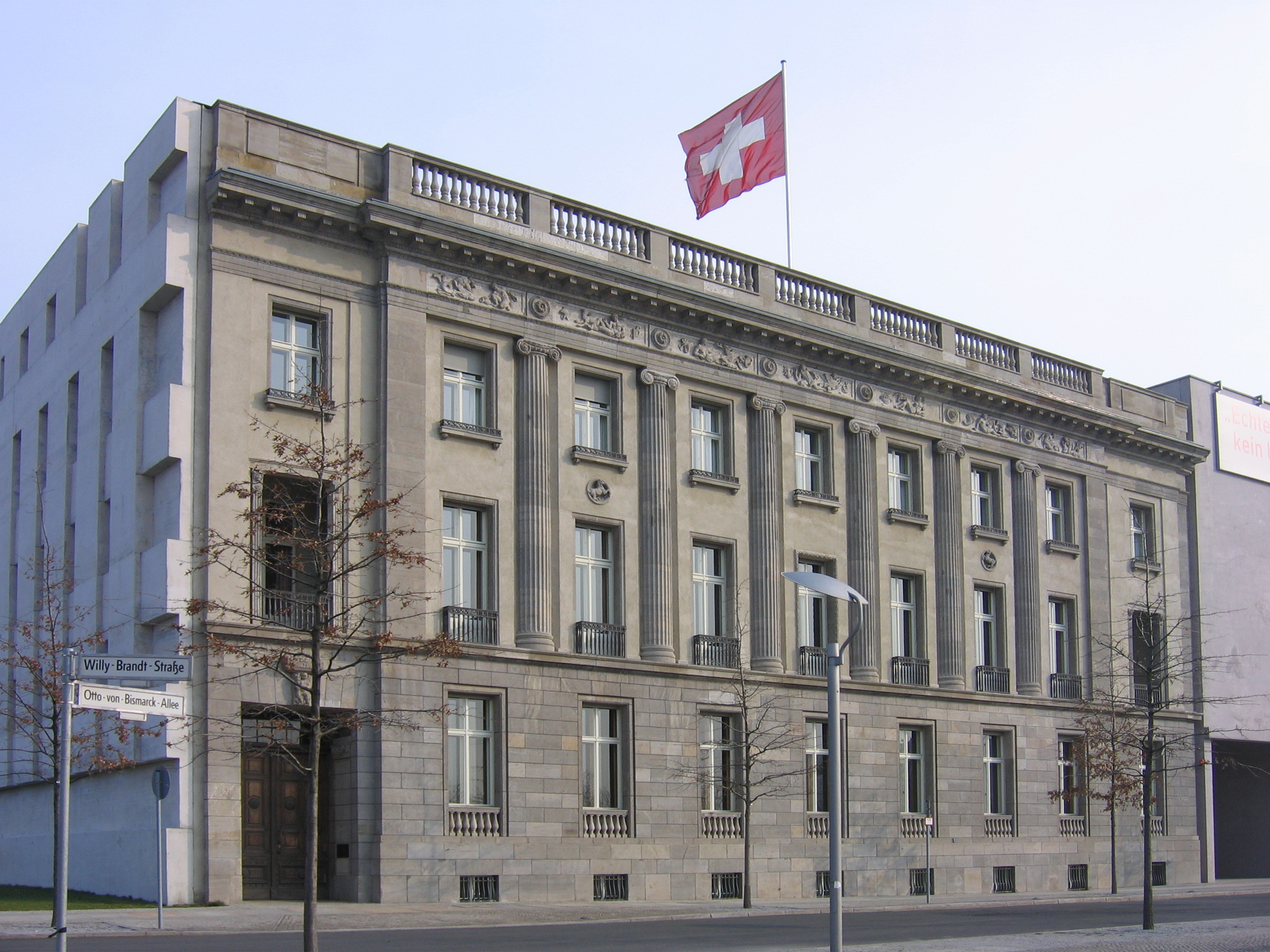
Посольство Швейцарії в Німеччині
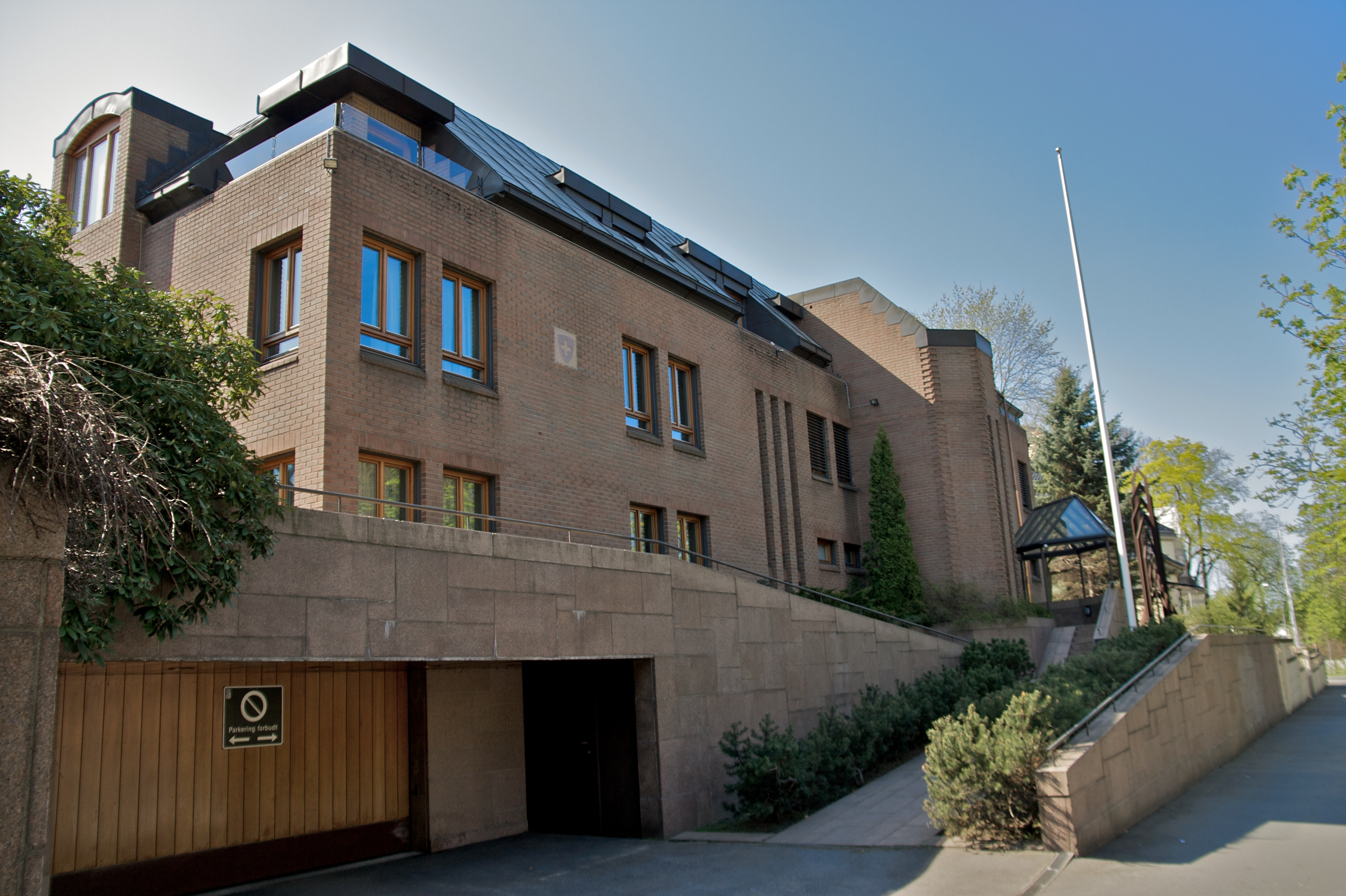
Посольство Швейцарії в Норвегії
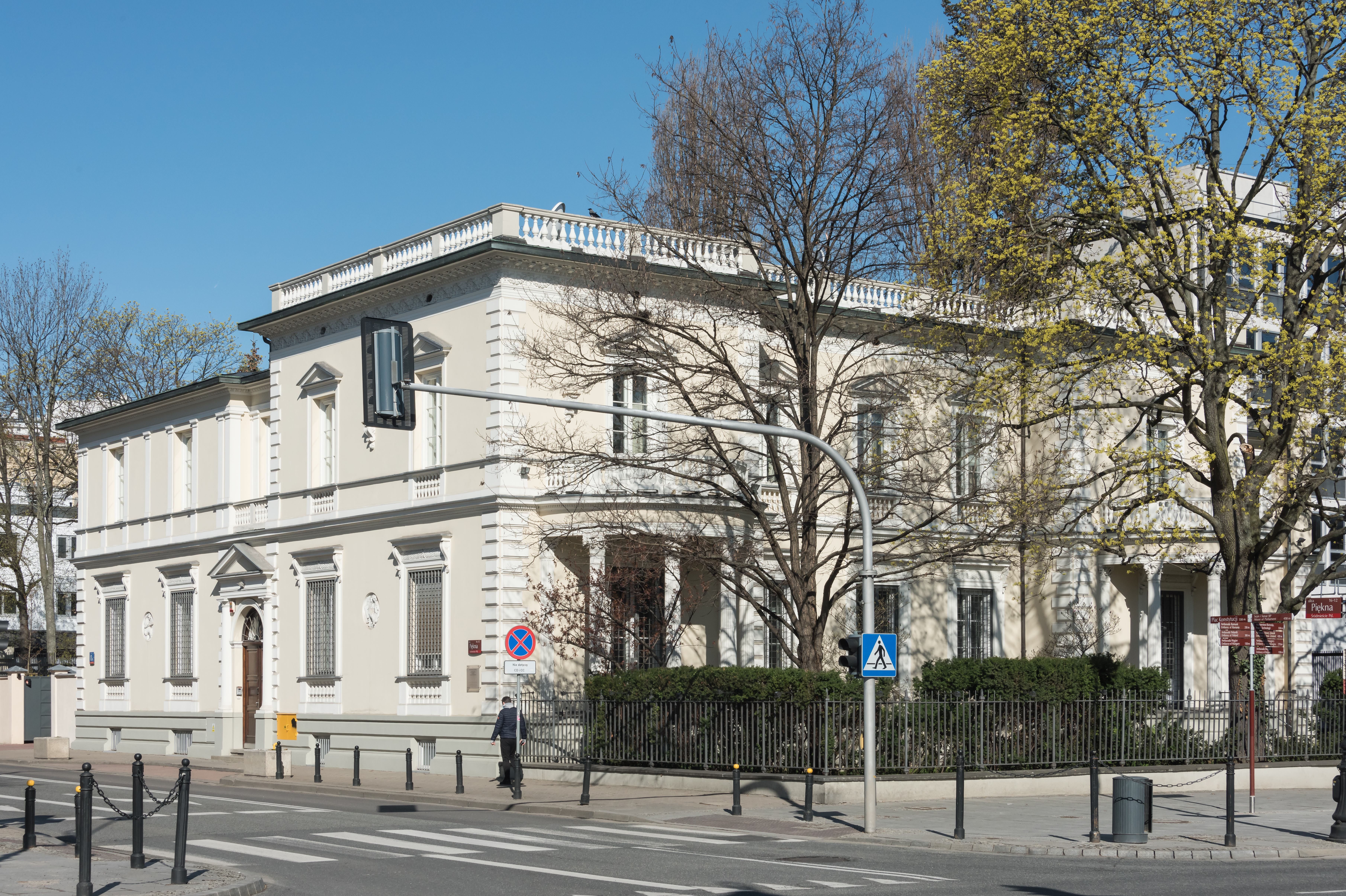
Посольство Швейцарії в Польщі
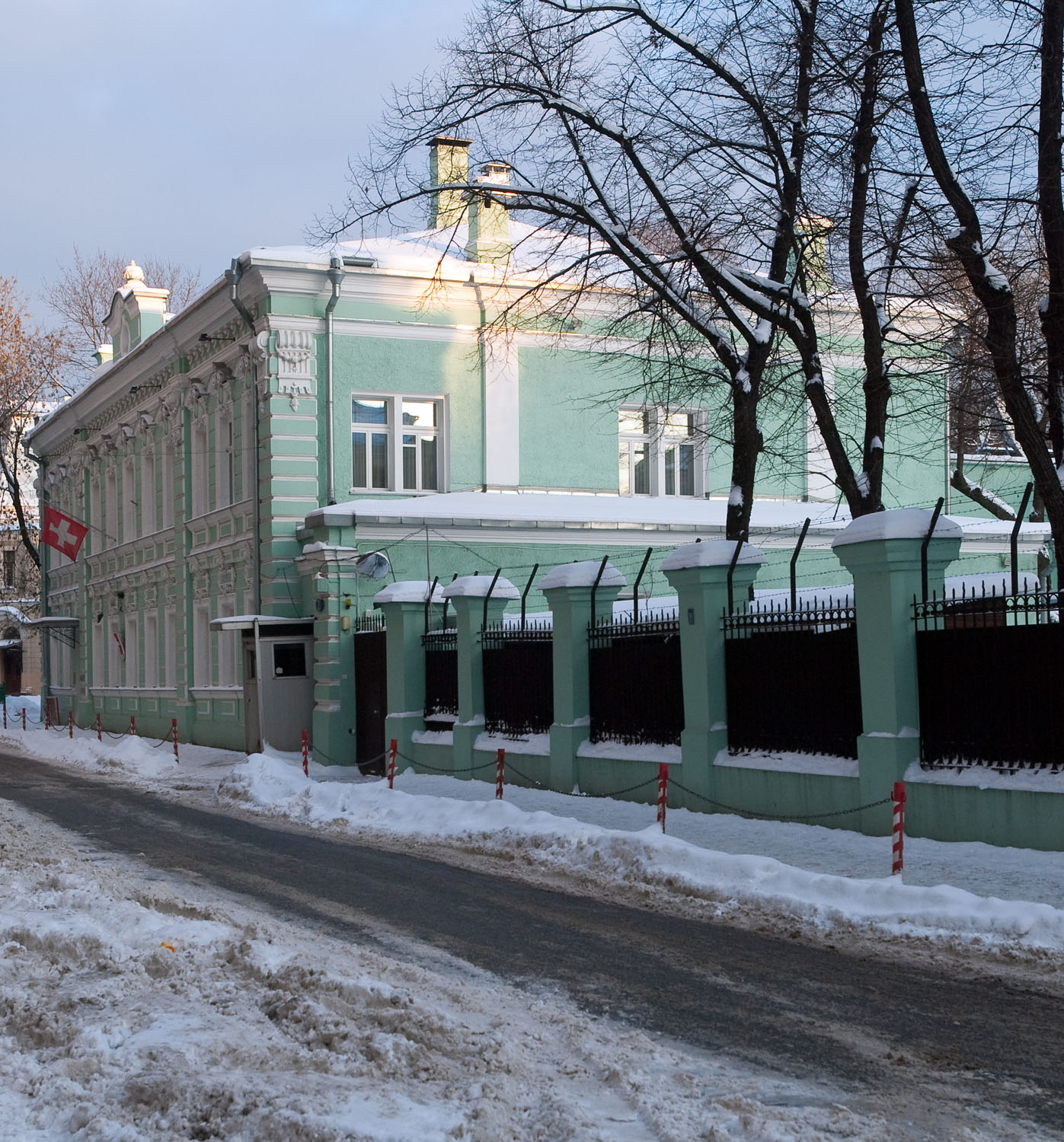
Посольство Швейцарії в Росії
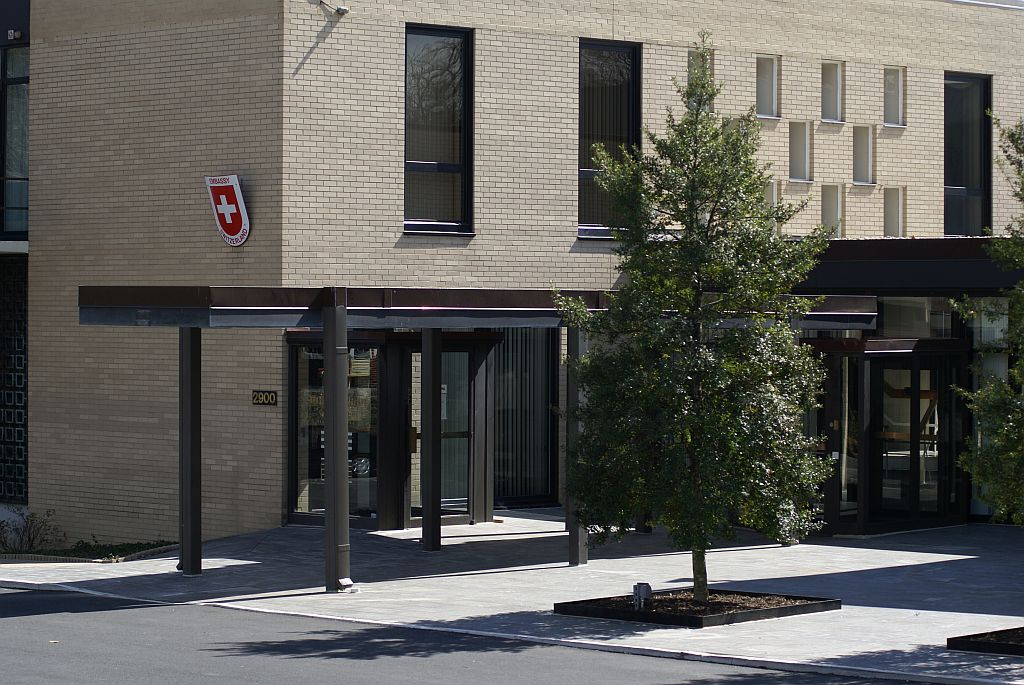
Посольство Швейцарії в США
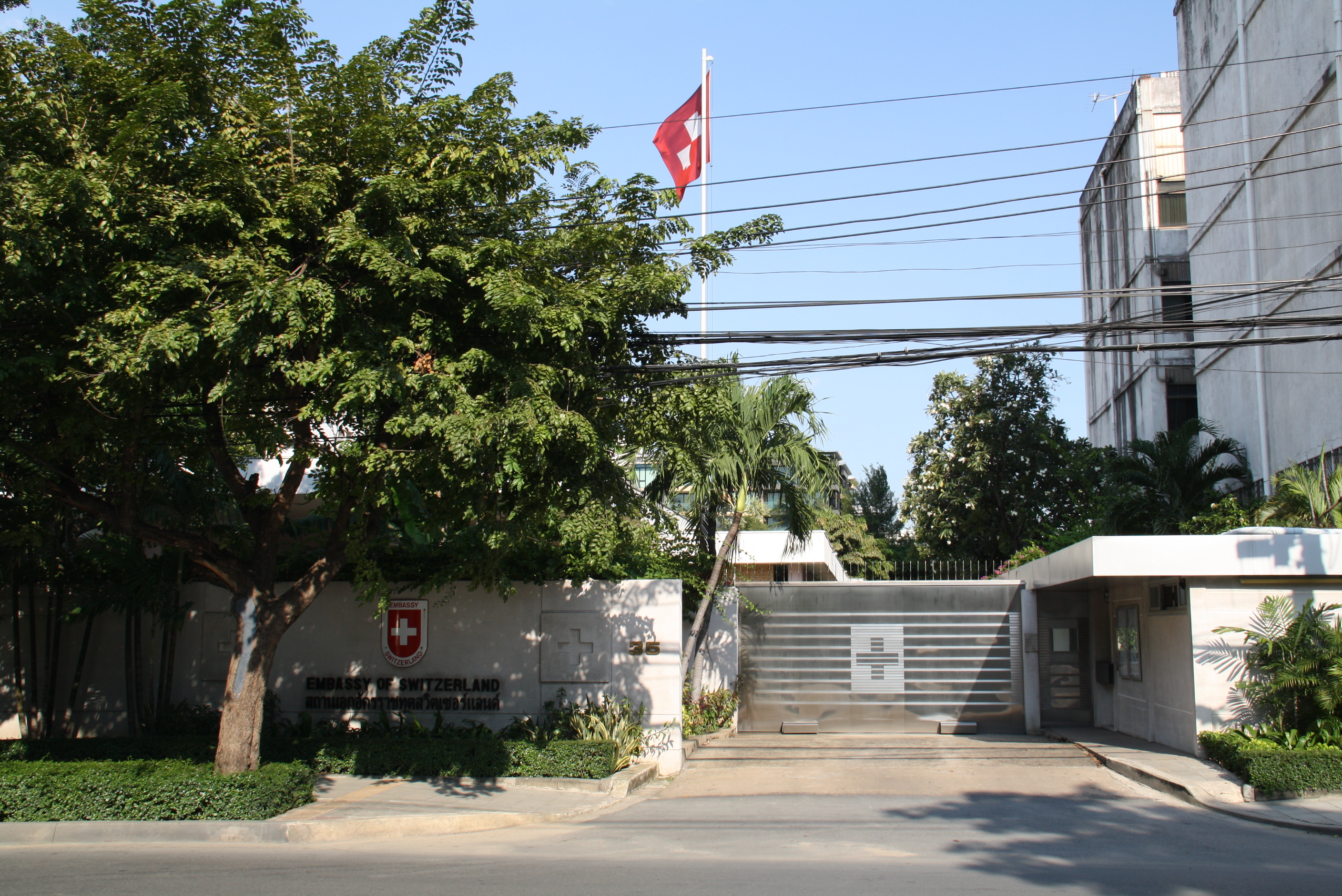
Посольство Швейцарії в Таїланді
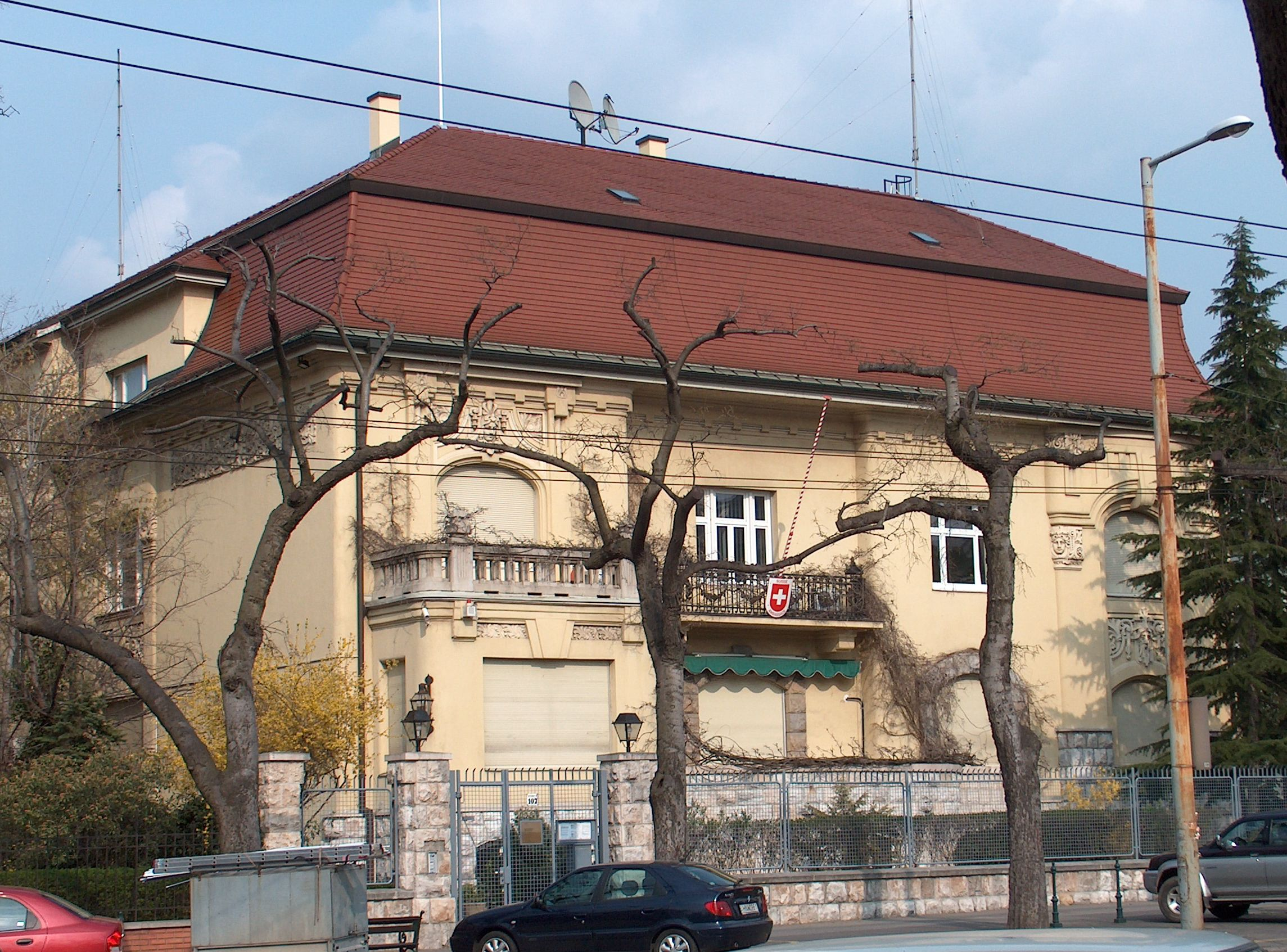
Посольство Швейцарії в Угорщині
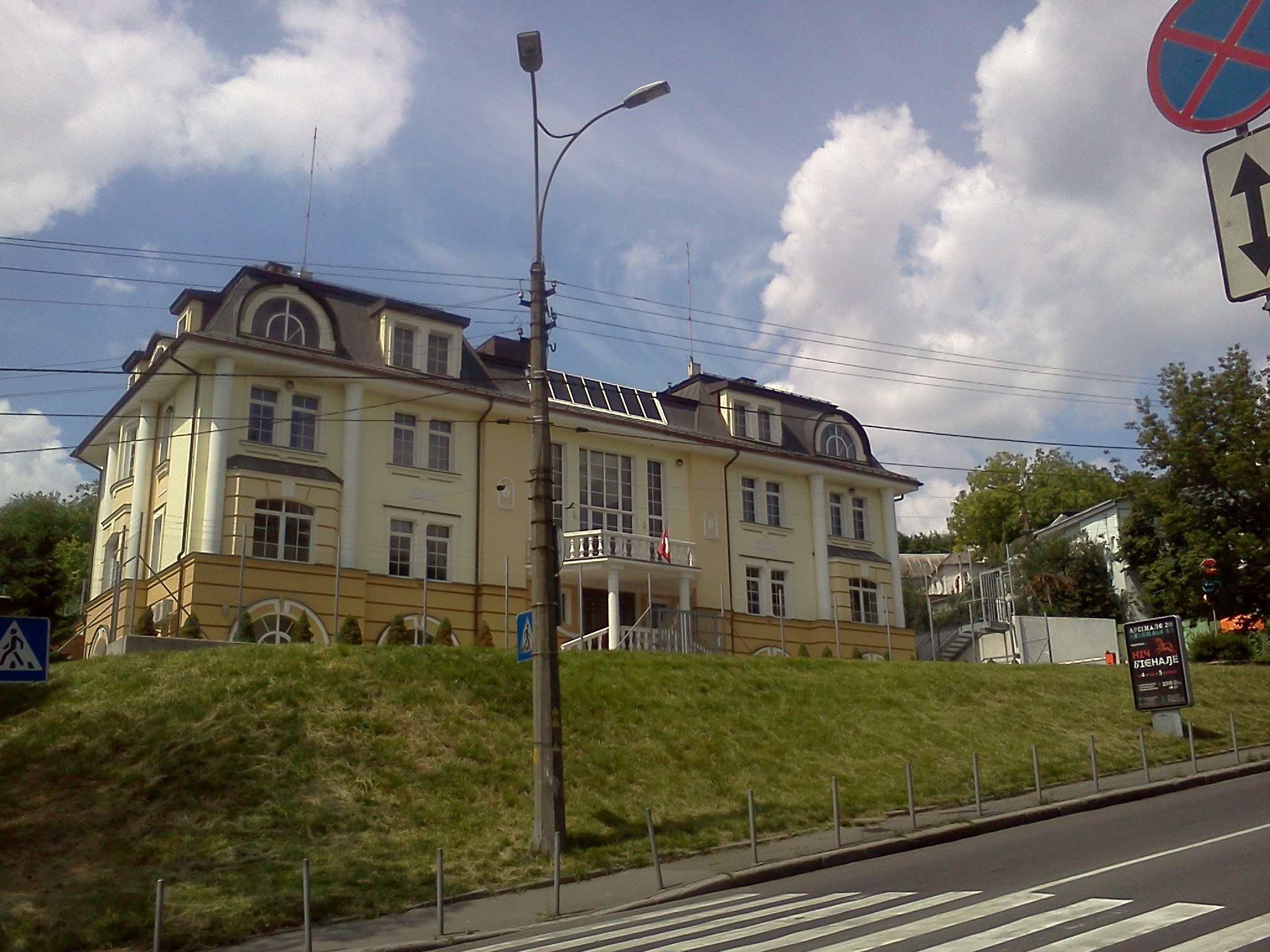
Посольство Швейцарії в Україні
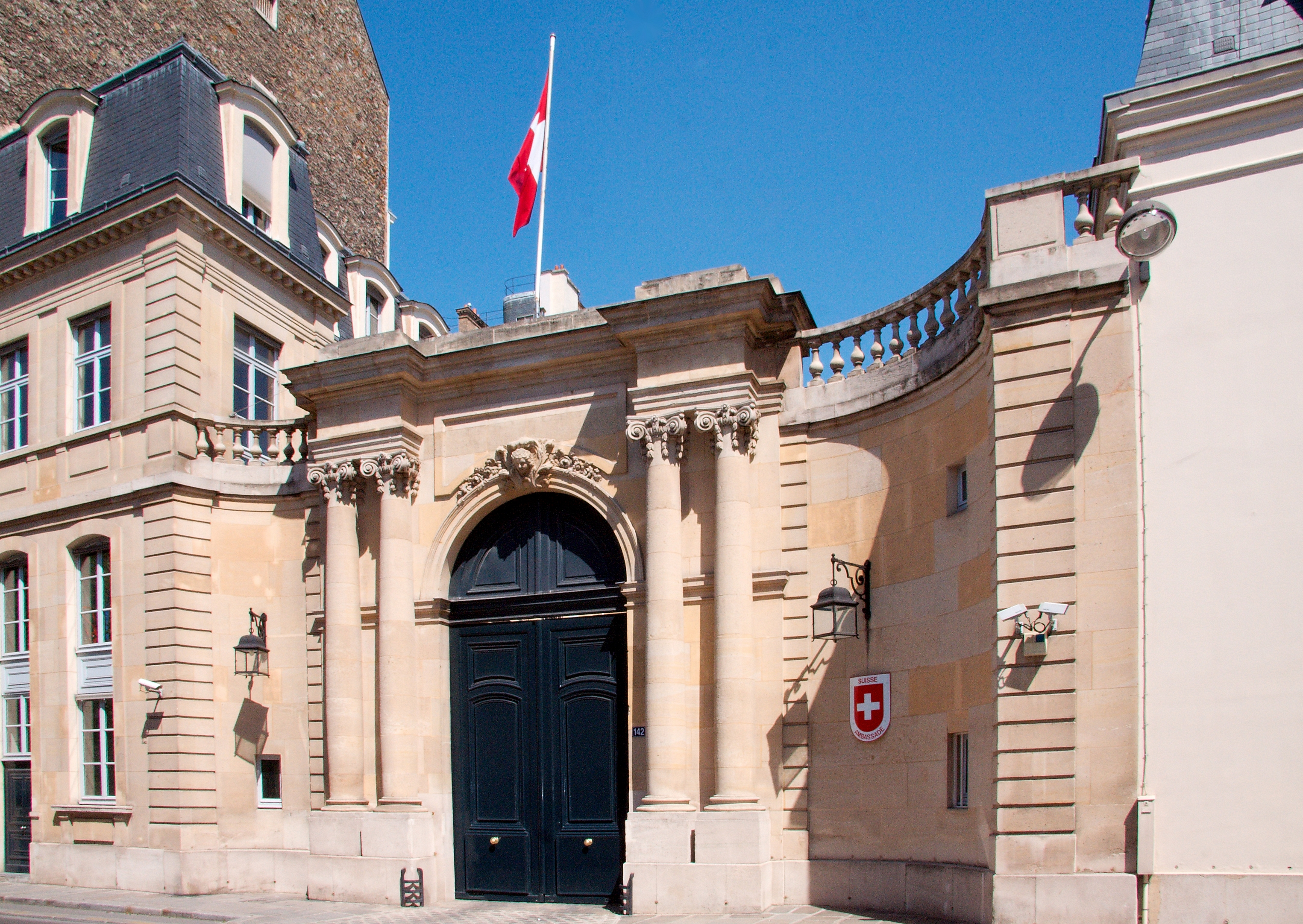
Посольство Швейцарії у Франції
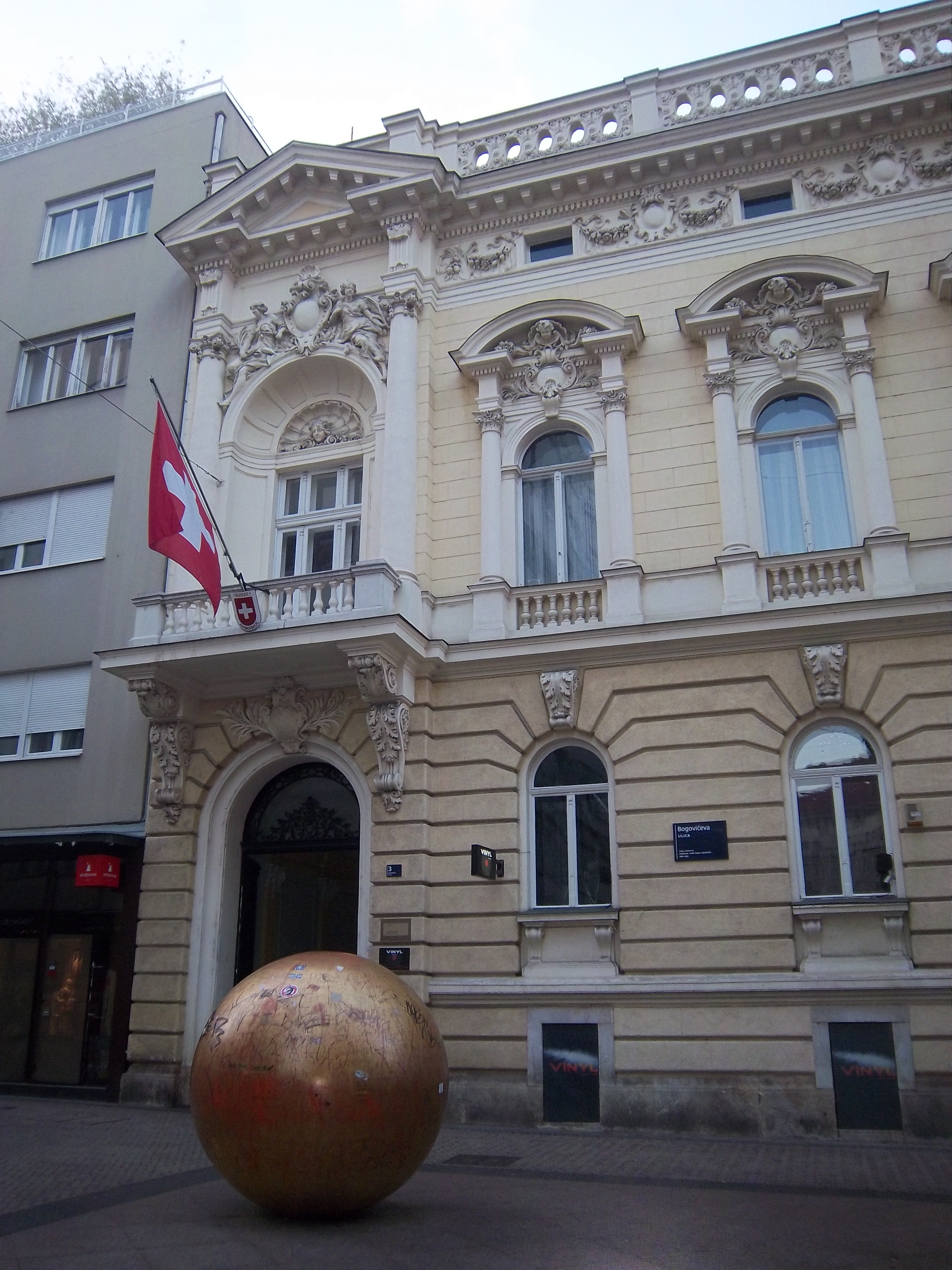
Посольство Швейцарії в Хорватії
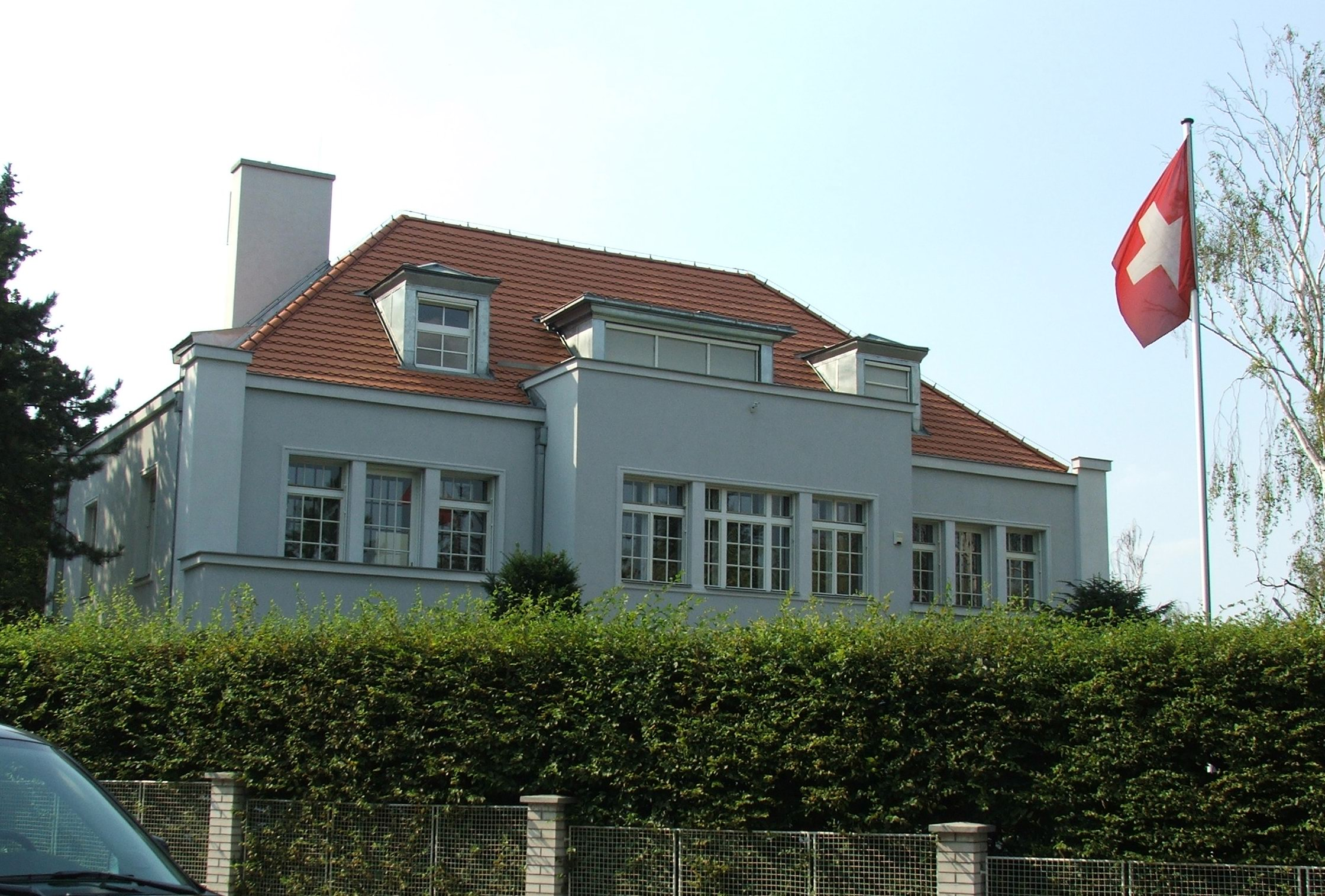
Посольство Швейцарії в Чехії
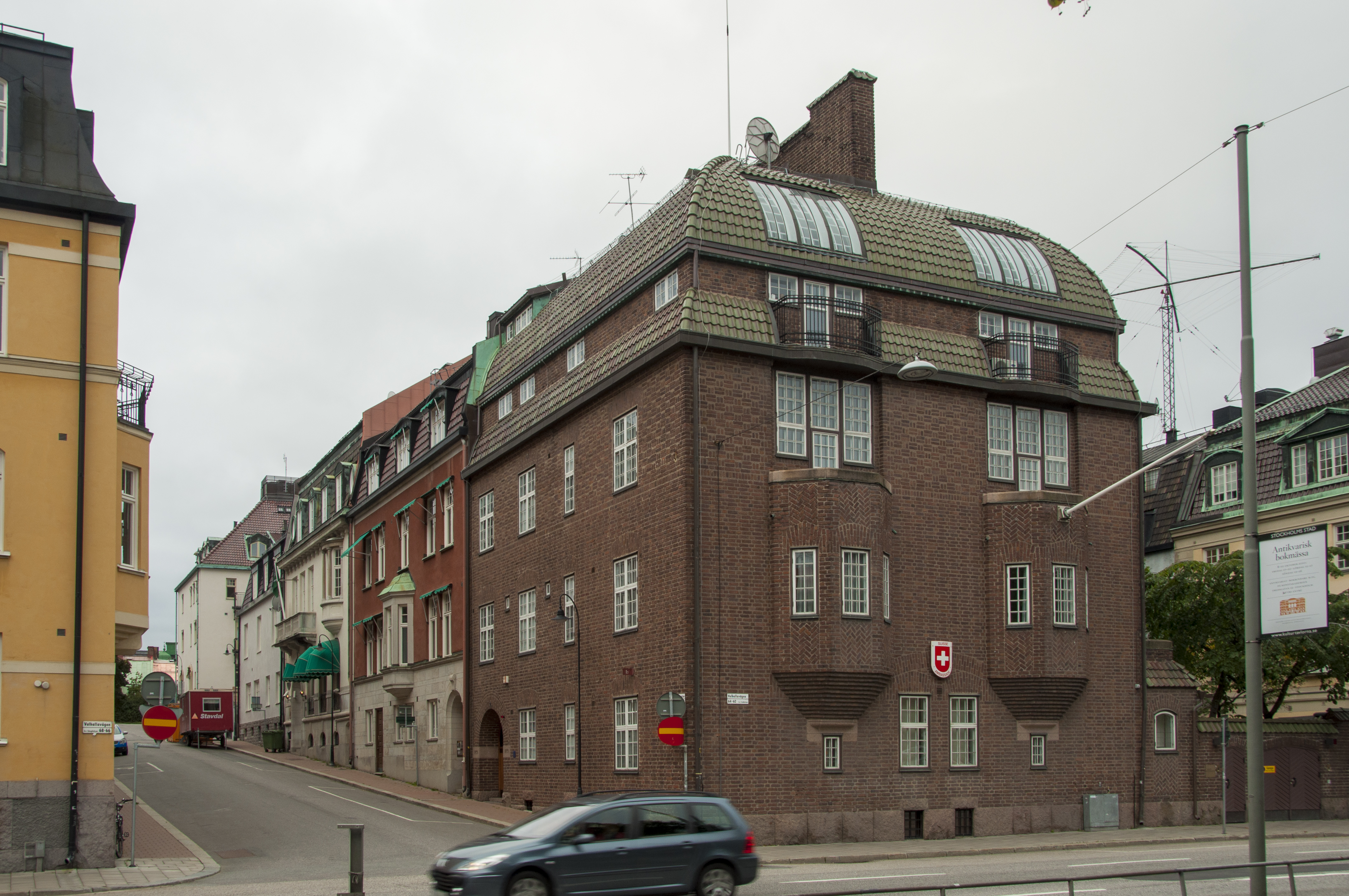
Посольство Швейцарії в Швеції
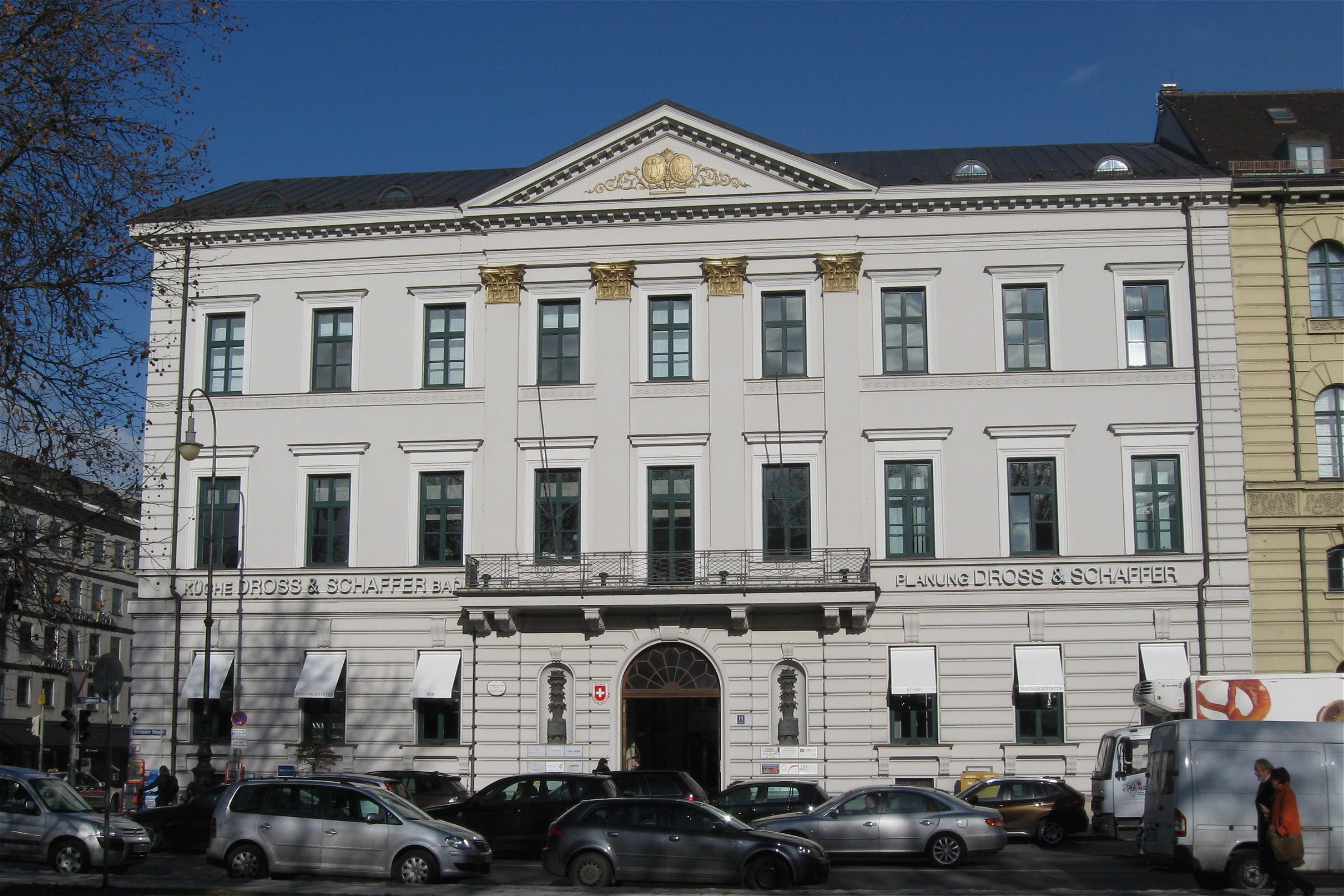
Консульство Швейцарії в Мюнхені, Німеччина
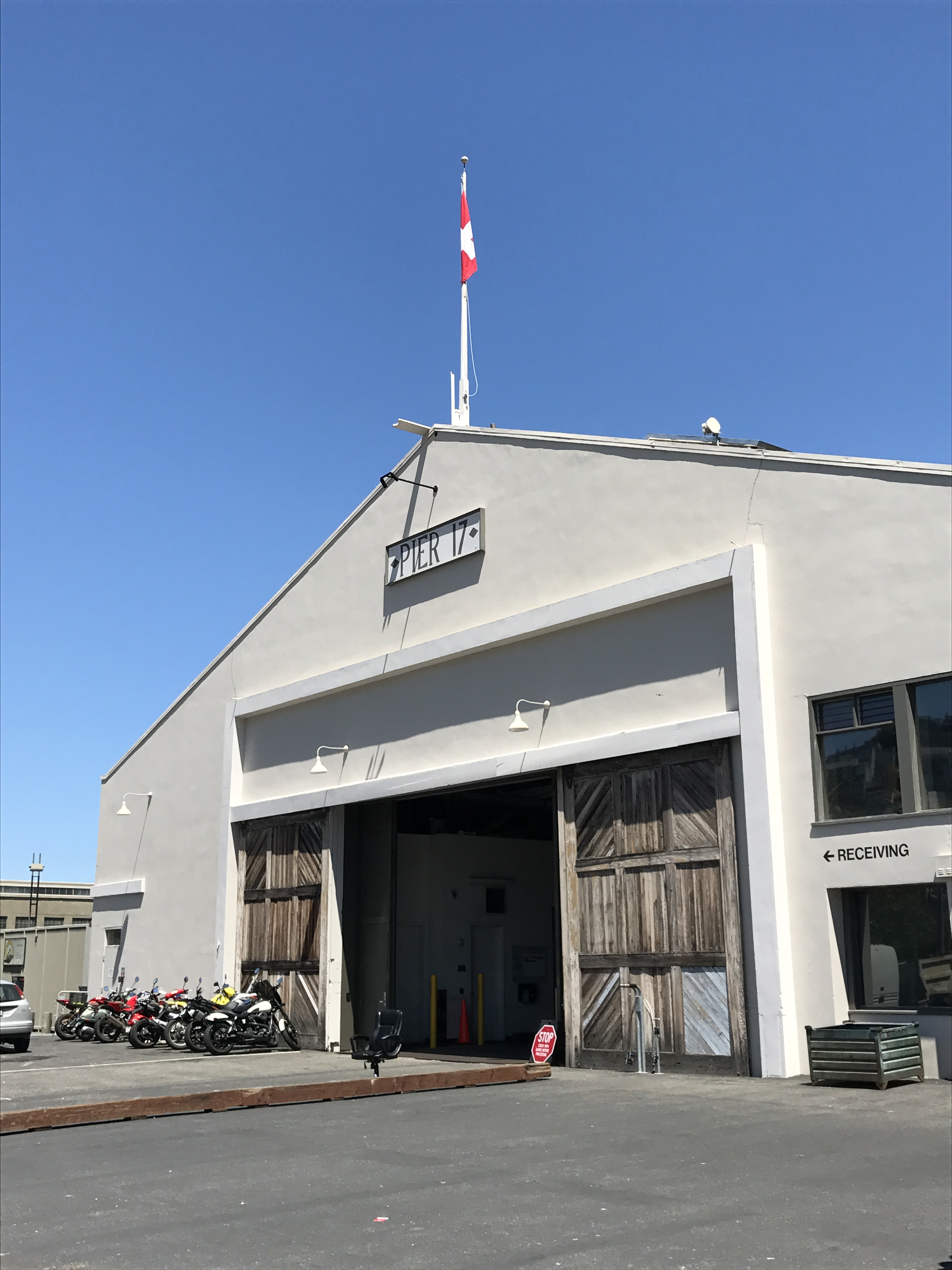
Консульство Швейцарії в Сан-Франциско, США
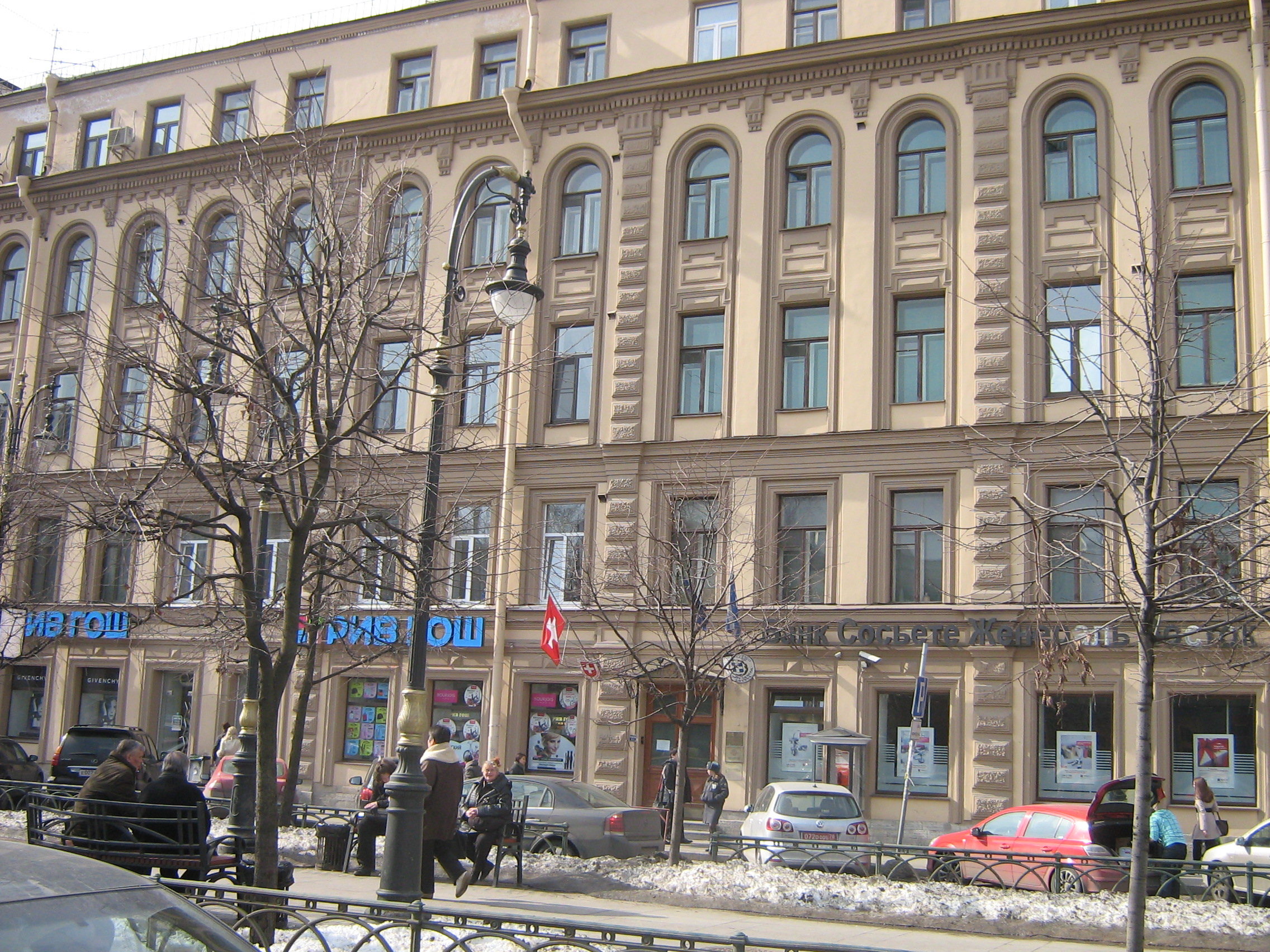
Консульство Швейцарії в Санкт-Петербурзі, Росія
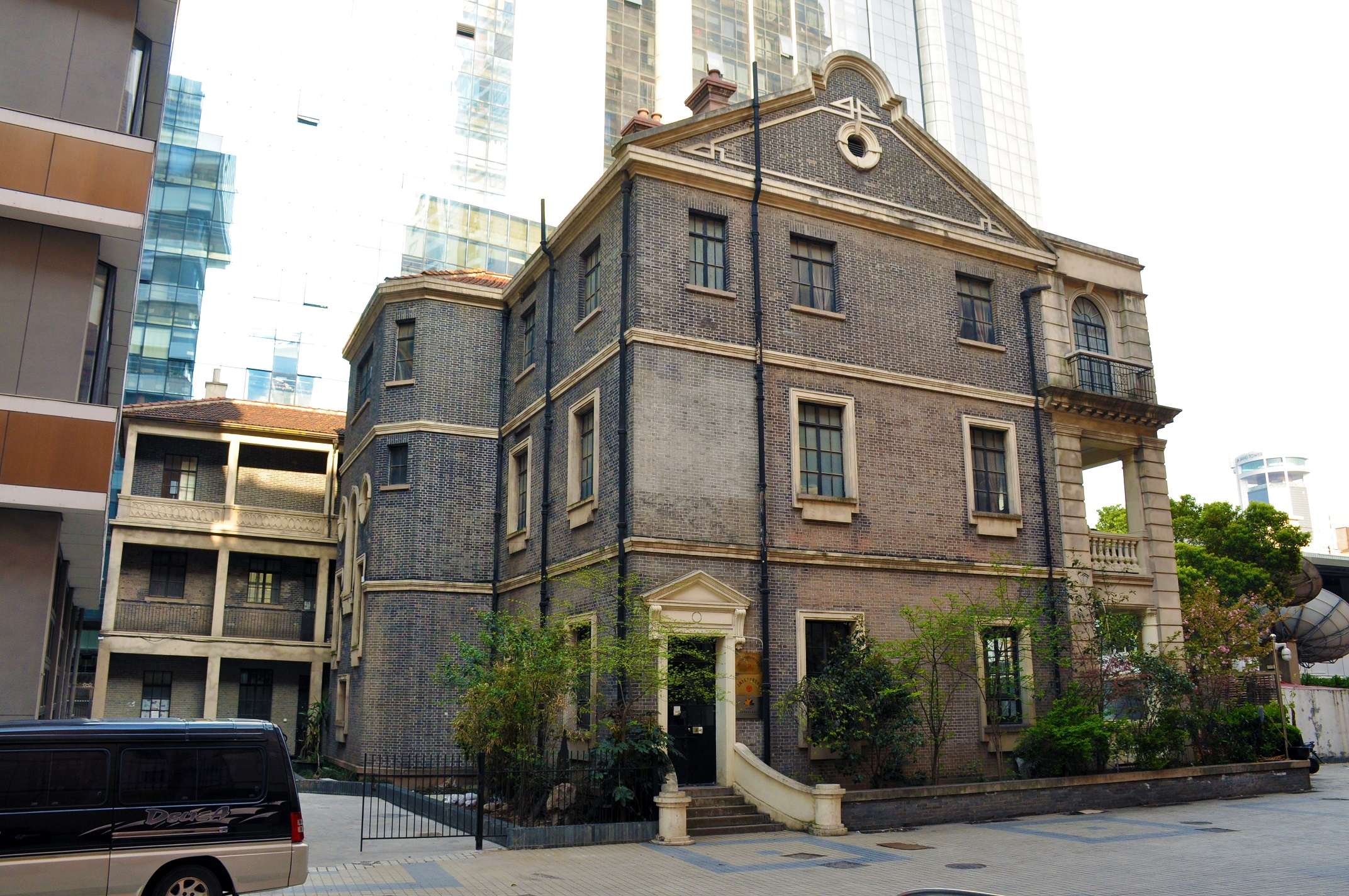
Консульство Швейцарії в Шанхаї, КНР